# Klon (powiat szczycieński)
Klon (niem. Liebenberg) – wieś w Polsce położona w województwie warmińsko-mazurskim, w powiecie szczycieńskim, w gminie Rozogi, znajdująca się przy szosie Wielbark – Rozogi.
W latach 1954–1959 wieś należała i była siedzibą władz gromady Klon, po jej zniesieniu w gromadzie Rozogi. W latach 1975–1998 miejscowość administracyjnie należała do województwa ostrołęckiego.
Wieś mazurska, założona na planie ulicówki z zachowaną, zabytkową zabudową drewnianą, pochodzącą z końca XIX i początku XX w. oraz murowanym kościołem.

## Historia wsi
Wieś założona w ramach osadnictwa szkatułowego, lokowana w 1654 r. na 56 włókach chełmińskich. W XVIII w. większość mieszkańców stanowili katolicy. Dopiero później wzrosła liczba ewangelików. W 1730 r. we wsi były 64 gospodarstwa rolne. Natomiast w połowie XIX w. we wsi było 128 domów. W tym czasie Klon należał do najludniejszych wsi w tej części Mazur. W 1730 w sprawozdaniu starosty szczycieńskiego podpułkownika von Gaudeckera na temat oświaty, w wykazie szkół wiejskich ujęta jest szkoła w Klonie. Po powstaniu styczniowym we wsi osiedliło się kilku powstańców, prześladowanych przez władze carskie. Pożar z roku 1893 zniszczył znaczna część wsi. Kolejne duże zniszczenia przyniosła pierwsza wojna światowa.
Toeppen podaje za kroniką kościelną z Jerutek, że w Klonie działała sekta "świętych", która aby przedstawić ofiarę Izaaka zabijała dzieci. W bardziej obiektywny sposób od kroniki z Jerutek o sekcie „świętych” pisze F.S. Oldenberg (pastor luterański z Berlina) w "Zur Kunde Masurens" 1865. Nie potrafił on jednak określić genezy powstania tej sekty, a przypuszczalnie byli to epigoni braci polskich w Prusach.

## Zabytki

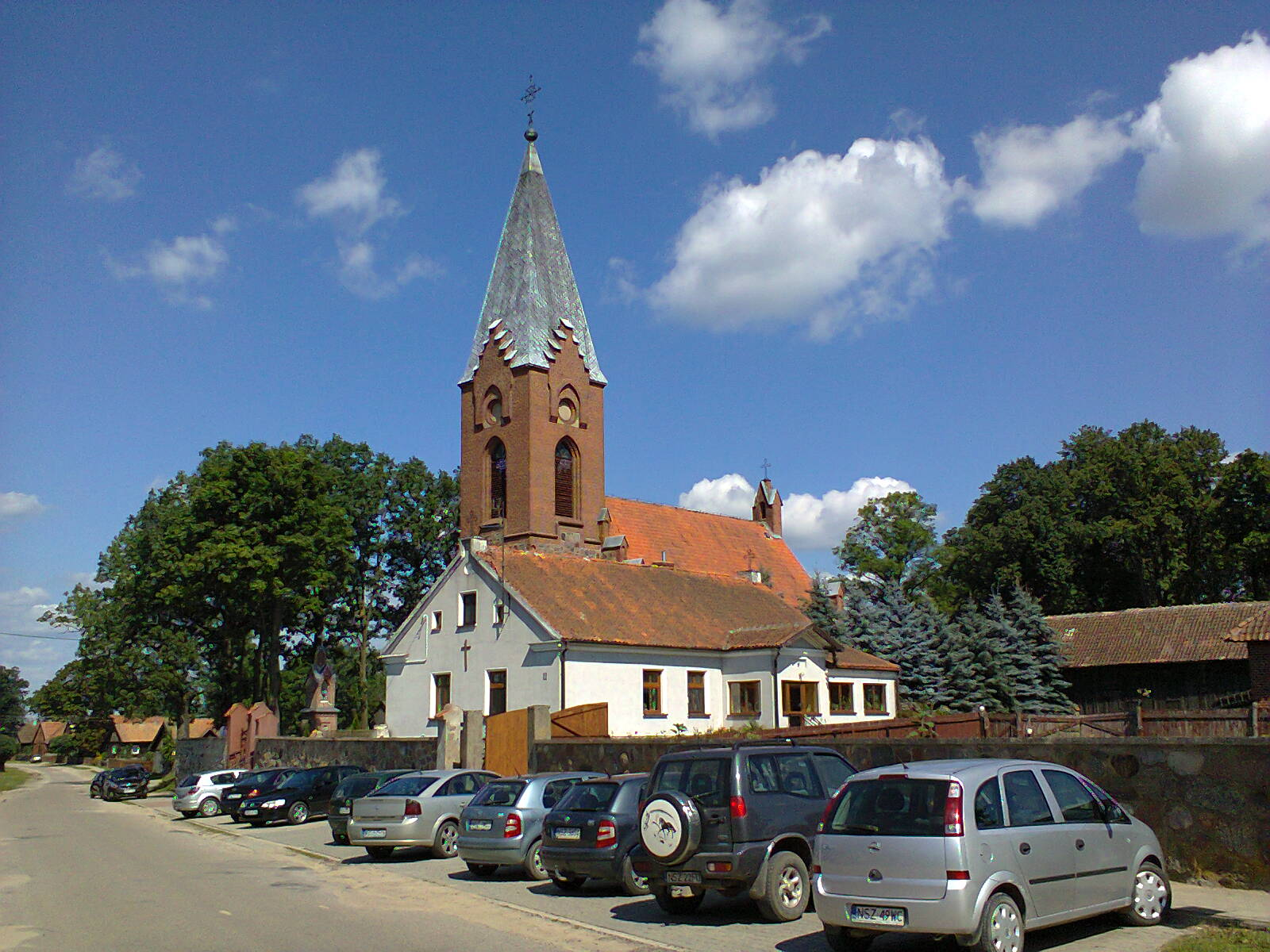
Kościół pw. Znalezienia Krzyża Świętego i plebania

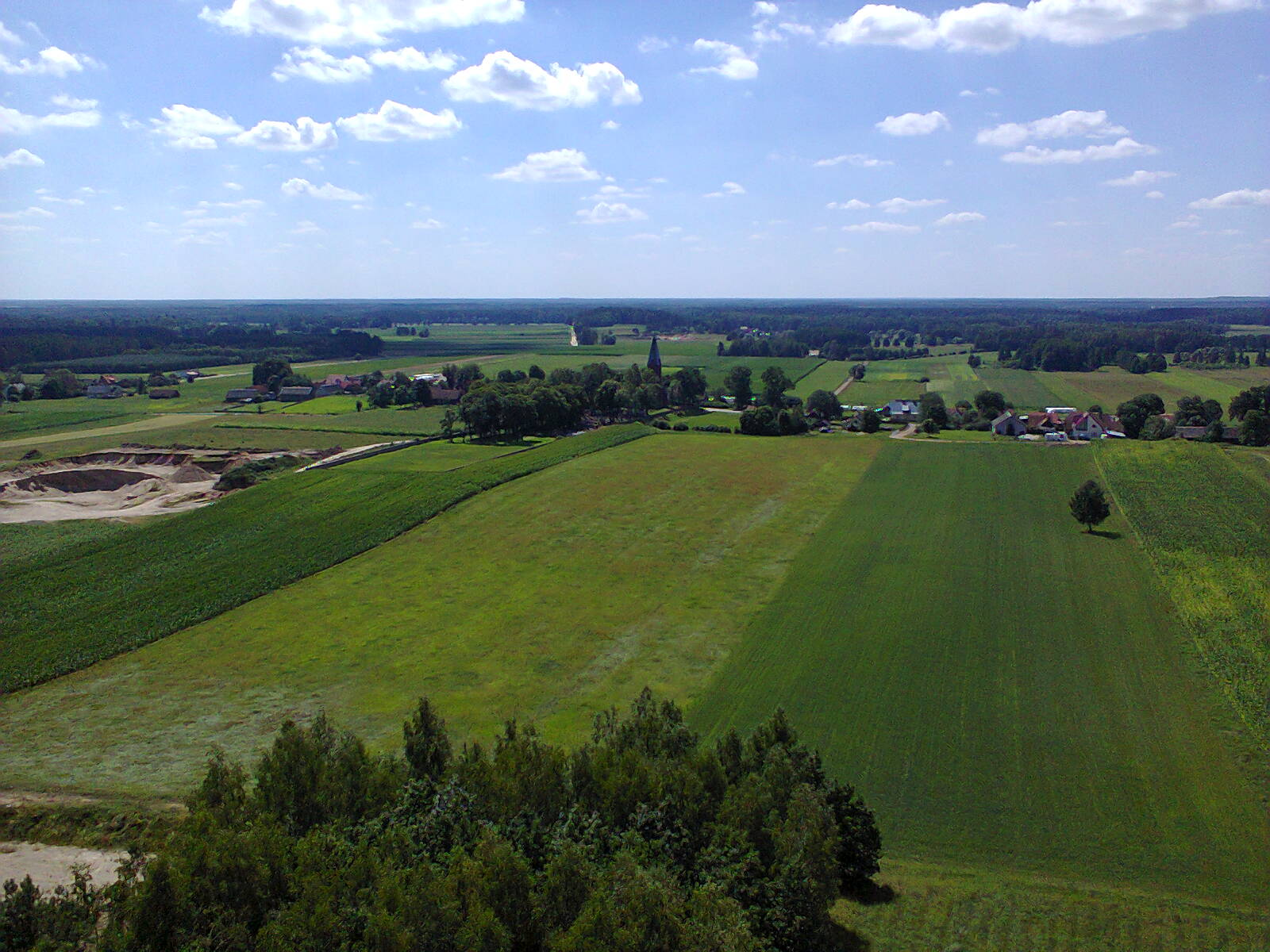
Klon widziany z tarasu wieży przeciwpożarowej znajdującej się 0,5km na północny wschód od wsi

- Katolicki kościół pw. Znalezienia Krzyża Świętego w Klonie wybudowano w 1861 (inne źródła podają rok 1866[5]). Jest to budowla kamienna, z górna częścią z czerwonej cegły. Wieża ze spiczastym dachem
- Budynek plebanii
- 40 zachowanych tu chałup z końca XIX wieku jest najcenniejszym w regionie oraz w skali kraju zespołem tradycyjnej zwartej drewnianej zabudowy.
- budynek drewnianej szkoły, położony na skraju wsi, o konstrukcji zrębowej z dwuspadowym dachem.
- Pomnik mieszkańców, poległych w czasie pierwszej wojny światowej, znajdujący się przed szkołą.
- Kapliczka, znajdująca się przed kościołem.
- Cmentarz z zachowanym, historycznym układem oraz zabytkowymi nagrobkami i krzyżami.